# Calochlaena dubia
Calochlaena dubia  là một loài dương xỉ trong họ Dicksoniaceae. Loài này được R. Br. M.D. Turner & R.A. White mô tả khoa học đầu tiên năm 1988.

## Hình ảnh

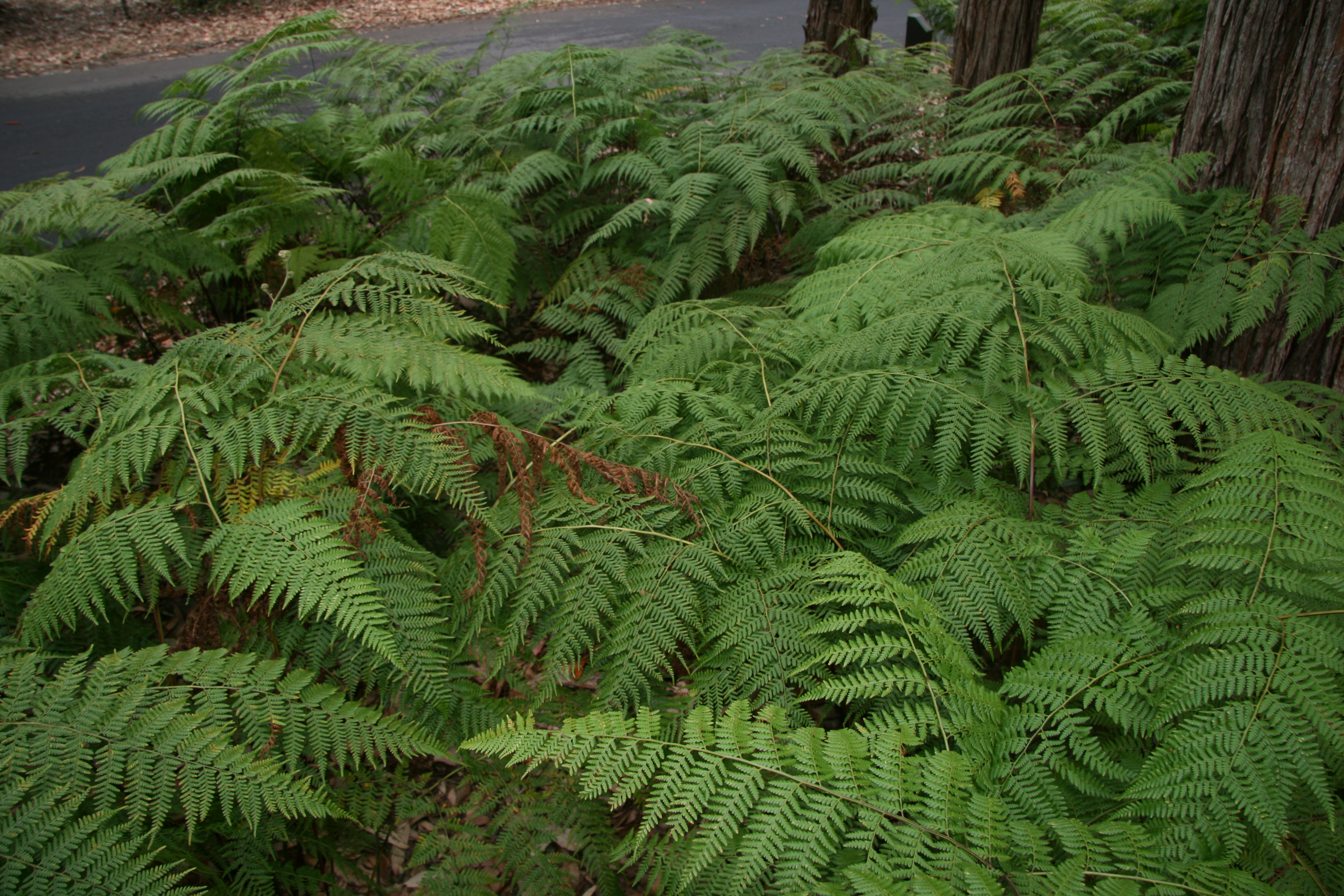